# Ulfert Wilke
Ulfert Wilke (* 14. Juli 1907 in Bad Tölz in Bayern; † 7. oder 8. Dezember 1987 in Anahola, Kauai, Hawaii) war ein deutschstämmiger Maler und Kalligraf, der der Braunschweiger Künstlerfamilie Wilke entstammte und 1938 in die Vereinigten Staaten auswanderte.

## Leben
Wilke war ein Sohn von Rudolf Wilke und dessen Frau Amalie (geborene Brandes). Er besuchte zunächst ein Gymnasium in Braunschweig sowie die Odenwaldschule. Ebenso wie seine Schwester Charlotte lernte er 1923 zunächst bei Willy Jaeckel in Berlin. In den Jahren 1927 und 1928 besuchte er die Académie de la Grande Chaumière und die Académie Ranson (gegründet von Paul Ranson) in Paris. Er wurde bereits im Alter von zwanzig Jahren mit dem Albrecht-Dürer-Preis ausgezeichnet. Im Jahr 1938 befand er sich zu Besuch bei Freunden in den Vereinigten Staaten und konnte wegen des Ausbruchs des Zweiten Weltkriegs 1939 nicht in seine Heimat zurückkehren. Daher wanderte er in die Vereinigten Staaten aus. Ein Carnegie-Stipendium ermöglichte ihm ein Studium an der Harvard University zu beginnen, das er, unterbrochen durch seinen Kriegsdienst, an der Universität von Iowa fortsetzte. Nach dem Abschluss arbeitete er in den 1940er und 1950er Jahren als Lehrer für Kunsterziehung und war an mehreren Universitäten und Museen als Direktor eingesetzt. Durch zwei Guggenheim-Stipendien konnte er seine Studien in München und Rom sowie in Japan fortsetzen. Dort erlernte er die japanische Kunst der Kalligrafie. Wilke beantragte die amerikanische Staatsbürgerschaft und wurde 1943 offiziell eingebürgert. Zudem wurde er Soldat und betätigte sich nach dem Kriegsende an mehreren Kunstfakultäten als Lecturer und Professor.
Wilke ging in den 1960er Jahren nach New York, wo er mit Künstlern der New Yorker Schule zusammenkam, zu denen unter anderem Max Beckmann, Lyonel Feininger, Robert Motherwell, Ad Reinhardt und Mark Rothko gehörten. Hier schuf er die Serie Interstices, die ihm auch  international Anerkennung einbrachte. Als Direktor (1968 bis 1975) des Museum of Art der University of Iowa gab er auch Ausstellungskataloge heraus, beispielsweise zur Elliott Collection.
Privat

Wilke war mit Dorothy (geborene Kehl) verheiratet, mit der er drei Kinder hatte. Christopher, Nicholas und Karen.

## Künstlerisches Wirken
Seine Malerei wurde zunächst durch die Gestaltung von Willy Jaeckel beeinflusst, was ihm insbesondere bei seinen Porträts Erfolge bescherte. Bereits in den 1930er Jahren waren einige Werke von Wilke auf Einzelausstellungen in Deutschland zu sehen. In den 1950er Jahren wurden seine Arbeiten in zahlreichen Ausstellung gezeigt. Er interessierte sich insbesondere für die Kalligrafie und das geschriebene Wort, was sich in seinen Werken widerspiegelt. Viele seiner späteren Arbeiten sind gekennzeichnet durch abstrakte Formen, kräftige Farben und kalligrafische Elemente. Wilke war zudem ein Sammler von Stammeskunst. Seine Werke befinden sich unter anderem im Guggenheim Museum, Museum of Modern Art und im Whitney Museum of American Art in New York und in einigen Privatsammlungen. Sowohl durch seine Freundschaft mit Mark Tobey und Julius Bissier als auch die fernöstlichen Einflüsse wurden seine Werke zunehmend abstrakter.
Auszeichnungen
- 1928: Albrecht-Dürer-Preis
- 1940: Harvard-Stipendium
- 1949: Carnegie-Stipendium
- 1959/1960: Guggenheim-Stipendium
- 1961: Tamarind Lithography Workshop Fellowship

## Ausstellungen (Auswahl)
- 1929 Ausstellung der Gesellschaft der Freunde junger Kunst im Braunschweiger Schloss.[11]
- Paintings. Vom 3. bis 25. November 1948 in der University of Louisville Library.
- Recent works. Vom 2. November bis 4. Dezember 1970 im Des Moines Art Center in Des Moines.
- An artist collects. Ulfert Wilke, selections from five continents. Vom 23. März bis 3. Mai 1975 im Museum of Art, Iowa City.
- The Ulfert Wilke collection. African, Pre-Columbian, American Indian, Ocenanic. Vom 14. Januar bis 11. Februar 1978 in der Pace Gallery in New York.
- A retrospective. Vom 9. April bis 12. Juni 1983 im Museum of Art, Iowa City und vom 25. September bis 27. November 1983 im Museum of Fine Arts in Salt Lake City, sowie vom 2. bis 29. April 1984 im J. B. Speed Art Museum in Louisville.
- Master of the line. Vom 3. März bis 21. April 2007 in the Gallery at 6th & 6th in Tucson.
- Die Wilkes: eine Künstlerfamilie der Moderne aus Braunschweig. Vom 14. November 2008 bis 15. Februar 2009 im Städtischen Museum Braunschweig.